# Ringo Starr
Vous lisez un « article de qualité » labellisé en 2012.
Pour les articles homonymes, voir Ringo, Starr et Starkey.
Ringo Starr, de son vrai nom Richard Starkey, né le 7 juillet 1940 à Liverpool, est un  batteur, auteur-compositeur-interprète et acteur britannique. Membre le plus âgé du groupe des Beatles, dont il est le batteur de 1962 à leur séparation en 1970, il est considéré par beaucoup comme un des meilleurs batteurs de l’histoire du rock. 
L’excellence de sa tenue de tempo, comme la façon dont il a su inventer un style unique de roulement de batterie qui a servi la musique de plus en plus complexe du groupe ont fait sa réputation, bien que son jeu ait souvent été mésestimé pour son apparent manque de technicité.
Son enfance est ponctuée de maladies sévères qui nuisent à son parcours scolaire. En 1957, alors que Liverpool connaît un engouement pour la musique skiffle, il entre comme batteur dans le groupe The Eddie Clayton Skiffle Group, puis rejoint en 1959 Rory Storm and The Hurricanes, où il adopte son nom de scène et avec lesquels il acquiert une certaine expérience. En 1962, il est invité par les Beatles sur les conseils de George Martin pour remplacer Pete Best et démarrer avec eux une carrière qui les mène à une des plus grandes réussites artistiques et commerciales de la musique populaire du XXe siècle.
Au sein du groupe, il se voit attribuer quelques chansons adaptées à son registre vocal, notamment les célèbres Yellow Submarine et With a Little Help from My Friends. Outre la batterie, il lui arrive d’avoir recours à d’autres instruments de percussion. Il s’essaie également à la composition et interprète, au sein des Beatles, deux chansons de son cru, Don’t Pass Me By et Octopus’s Garden. Ses lapsus et erreurs de langage, surnommés « ringoïsmes » par John Lennon, seront à l’origine des titres : A Hard Day’s Night (un film, sa bande son et la chanson thème) ou Tomorrow Never Knows. Très populaire, il est apprécié des autres membres du groupe pour son humour et sa gentillesse. Dans les films des Beatles, il montre également un certain talent d’acteur, notamment dans Help!, où il tient le rôle principal.
Après la séparation des Beatles en 1970, il se lance dans une carrière solo en enregistrant plusieurs albums. Il parvient même à faire participer ses trois anciens partenaires sur son album Ringo, et ceux-ci lui composent à l’occasion des chansons. Il connaît une période de vide dans les années 1980, et sombre un temps dans l’alcoolisme avant de signer son retour en 1989 avec son « All-Starr Band ». Il continue, depuis, à faire des tournées avec ce groupe à la composition variable et à publier des albums live et en studio au succès mitigé. Il s’implique également au cinéma et apparaît dans plusieurs films, dont Blindman, Candy, The Magic Christian avec Peter Sellers et That'll Be the Day. 
Après un premier mariage avec Maureen Cox dont il a eu trois enfants, Zak Starkey, né le 13 septembre 1965, lui aussi batteur, Jason, né le 19 août 1967 et Lee, né le 11 novembre 1970, il épouse en 1981 une ex-James Bond girl, Barbara Bach, rencontrée sur le plateau du film L'Homme des cavernes (Caveman) dont il tient le rôle principal.
En 1965, lui et ses trois collègues sont nommés membres de l'ordre de l'Empire britannique ; en 2018, il est anobli, devenant chevalier de la monarchie britannique. Aujourd'hui, à plus de 80 ans, il reste actif en studio et continue à effectuer des tournées.

## Biographie

### Enfance et adolescence (1940-1957)

#### Naissance et contexte familial
« Né le 9 octobre 1940, je n'ai pas été le premier Beatle à arriver sur terre. Ringo a été celui-là, qui est né le 7 juillet 1940. Malgré tout, il n'est devenu un Beatle que bien plus tard que les autres, lui qui a joué dans les villages de vacances de Butlins et tout ça, avec sa barbe, avant de réaliser quel était son épouvantable destin. »

— John Lennon

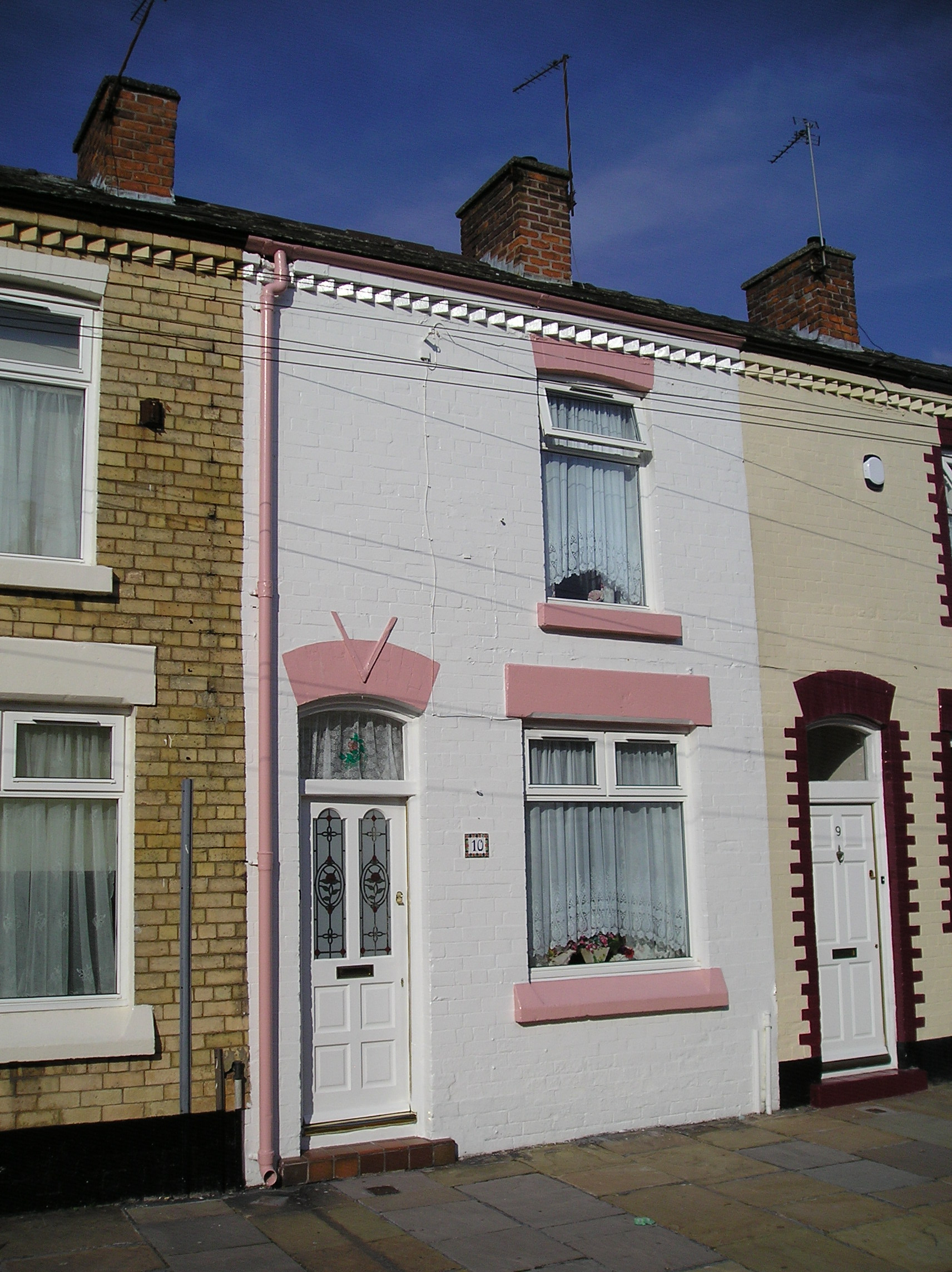
Le 10 Admiral Grove, maison d'enfance de Ringo Starr.

Richard Starkey naît au no 9 Madryn Street le dimanche 7 juillet 1940 à Liverpool, un peu après minuit, un mois avant le début des bombardements de la ville par la Luftwaffe. Il est le fils de Richard Starkey et de son épouse Elsie Gleave. Son père est confiseur et boulanger et sa famille a des origines modestes. Sur ses origines, Ringo Starr explique : « Mon vrai nom est Parkin, et non Starkey. Mon grand-père s'appelait Johnny Parkin. Quand sa mère s'est remariée, chose très mal vue à l'époque, elle a épousé un Starkey et, du coup, mon grand-père a lui aussi pris le nom de Starkey. »
Alors qu'il est âgé de trois ans, ses parents divorcent. Le jeune « Richie » vit très mal cette situation : « Je n'ai pas vraiment de souvenirs de mon père. Je ne l'ai revu que cinq ou six fois peut-être, après mon départ, et je n'ai pas cherché à le revoir parce que ma mère m'avait trop dit que c'était un salaud. J'étais fou de rage qu'il soit parti. Et je le suis devenu encore plus par la suite. » Sa mère et lui quittent rapidement leur maison pour habiter non loin, au 10 Admiral Grove, qui offre un loyer plus accessible. Ringo y vit jusqu'en 1963 et sa famille jusqu'en 1965, année durant laquelle il leur offre un bungalow.
Elsie Starkey occupe divers petits boulots : serveuse, femme de ménage, employée dans un magasin d'alimentation… « Mon père étant parti, j'ai été élevé par mes grands-parents et par ma mère. C'est étrange, parce que ces grands-parents étaient les parents de mon père et pas ceux de ma mère. Ils m'aimaient beaucoup et s'occupaient de moi. Ils étaient super. Ils m'emmenaient en vacances », raconte Ringo. Par la suite, lorsque Richard Starkey a onze ans, sa mère rencontre et épouse Harry Greaves, qui l'encourage dans son apprentissage de la musique : « Il était génial question musique. Il m'en faisait écouter sans jamais rien m'imposer. Il écoutait des big bands, du jazz et Sarah Vaughan, tandis que moi, j'aimais des trucs idiots. […] C'était vraiment un mec adorable. […] Harry m'a enseigné la gentillesse. »

#### Une éducation difficile
La jeunesse de Richard Starkey est particulièrement difficile. Dès son entrée à Saint-Silas, une école anglicane, il se rend compte qu'il n'aime pas cela : « Je ne me rappelle pas avoir jamais aimé l'école. Je séchais toujours. En tout et pour tout, je n'y suis allé que cinq ans. » Cependant, la plus grande partie de ses absences n'est pas volontaire. Âgé de six ans et demi, il souffre d'une grave péritonite qui dégénère et entraîne un coma. Lui-même s'explique ainsi : « Quand on m'a endormi pour l'opération, [...] on m'a dit : « Tu auras une tasse de thé dès que tu sortiras de la salle d'opération. » Je n'ai eu ma tasse de thé que dix semaines plus tard, parce qu'il m'a fallu tout ce temps pour revenir à moi. [...] Trois fois, on a dit à ma mère que je ne passerais pas la nuit. » Il séjourne finalement plus de six mois à l'hôpital avant de retourner à Saint-Silas, où ses camarades le surnomment Lazare.
Ses maladies ne s'arrêtent pas là, puisqu'il est victime d'une pleurésie à l'âge de treize ans. Il passe alors un an dans un sanatorium et poursuit ses études à l'hôpital, de façon très parcellaire. Au total, il manque deux années d'école, et n'obtient pas son certificat d'études. Ce retard se révèle assez difficile à rattraper : « J'étais bloqué dans une classe, toujours dernier. [...] Je n'ai pas appris à lire avant l'âge de neuf ans. [...] Je sais lire, mais je ne sais pas orthographier — j'orthographie phonétiquement. » Ringo Starr est ainsi le seul des quatre Beatles à ne pas être allé à la grammar school. C'est durant cette période d'hospitalisation qu'il est initié à la batterie et qu'il apprécie cet instrument : « J'étais alité pour dix mois. […] C'est là que j'ai vraiment commencé à jouer. Je ne désirais rien d'autre, une batterie, c'est la seule chose que je voulais. » Ces maladies ont également une conséquence plus durable car Richard Starkey contracte de multiples allergies alimentaires. Des années plus tard, en 1968, lors du séjour des Beatles en Inde, il emporte avec lui une valise de nourriture.

### Débuts musicaux (1955-1962)

#### Les premiers groupes
Comme la plupart des jeunes de son époque qui quittent tôt l'école, Richard Starkey n'a aucun mal à trouver un emploi. Il tente d'abord de devenir garçon de courses dans le domaine du chemin de fer, mais échoue aux tests médicaux. Il est ensuite employé sur un ferry sur la Mersey avec le désir, à terme, de prendre la mer sur de grands paquebots, idée qu'il ne suit finalement pas. Enfin, il s'engage en 1956 ou 1957 comme apprenti mécanicien, par peur du service militaire (ceux qui avaient un travail n'étaient pas enrôlés).
Il se fait dans ce nouveau travail un ami, Roy Trafford, avec qui il partage l'amour du rock 'n' roll. Tous deux vont fréquemment au Cavern Club de Liverpool pour écouter les groupes qui s'y produisent. Les deux garçons suivent également une bande de Teddy Boys dans une vie faite de violentes bagarres, comme il le raconte : « J'ai vu des gens perdre leurs yeux. J'ai vu des gens poignardés. J'ai vu des gens frappés à coups de marteau ». Cependant, leur attrait pour la musique et la déferlante du skiffle sur Liverpool pousse Trafford et Starkey à abandonner cette vie. Ils fondent avec un camarade d'usine, Eddie Miles, le Eddie Clayton Skiffle Group qui se produit durant les pauses et, progressivement, dans des clubs et des mariages. Les débuts sont précaires, comme il l'explique : « Personne ne savait jouer de toute façon, excepté le guitariste qui connaissait quelques accords. Les autres apprenaient. On n'avait aucun sens de la mesure. » Ensemble, ils se produisent en 1958, dont plusieurs fois au Cavern Club, avant de devoir se séparer lorsque Eddie Miles se marie.
Le batteur rejoint alors provisoirement le Darktown Skiffle Group, avant de s'engager auprès des Raving Texans, en 1959, dirigé par Alan Caldwell. Cette même année, l'armée décide de ne plus incorporer les hommes nés après 1939. Échappant ainsi à la conscription, Richie Starkey quitte l'usine pour se consacrer pleinement à la musique. Certains des membres du groupe se choisissent alors des noms de scène, et Starkey opte pour « Ringo » à cause de son attrait pour les bagues (« ring », en anglais) et pour son penchant pour les westerns américains ; le personnage joué par John Wayne prend le nom « The Ringo Kid » dans le film Stagecoach et surtout le personnage historique Johnny Ringo, vu dans le film Gunfight at the OK Coral. Comme la sonorité de « Ringo Starkey » n'est, selon lui, « pas terrible », il coupe son nom, et devient donc Ringo Starr. Caldwell adopte un nom tempétueux et le groupe Rory Storm and The Hurricanes part jouer à Hambourg en octobre 1960 pour se produire dans les quartiers chauds de la ville, où il rencontre les Beatles. Les deux années qui suivent, les Hurricanes s'imposent progressivement à Liverpool. Ainsi, en 1960, ils jouent au Liverpool Stadium en première partie d'un concert de Gene Vincent. Le batteur du groupe, à l'époque barbu, y est mis à l'honneur durant les « Ringo Starrtimes » dans lesquels il interprète des chansons telles que Boys et You're Sixteen.

#### Rencontre et engagement avec les Beatles

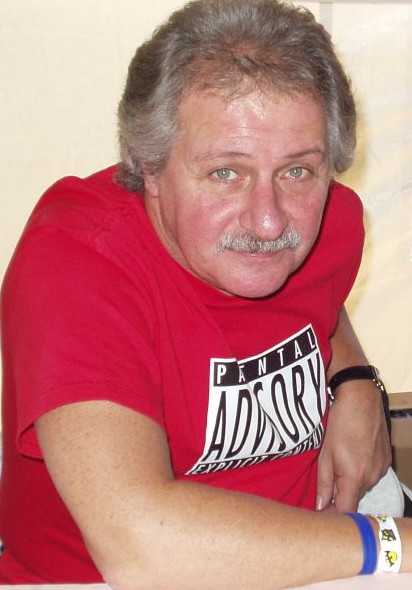
Pete Best (ici en 2005) est le batteur des Beatles jusqu'à ce que Ringo Starr le remplace en août 1962.

De 1960 à 1962, les Beatles ont pour batteur Pete Best. Le 27 décembre 1961 lors d'une soirée de Noël organisée par le groupe au Cavern, Pete Best est absent et est remplacé pour la première fois par Ringo Starr. Le groupe a la sensation d'avoir trouvé son réel batteur sans pour autant oser remplacer Best. Starr prend congé des Hurricanes et quitte l'Angleterre pour tenter sa chance à Hambourg ; il joint le groupe de résidence de Tony Sheridan au Top Ten Club (en). Il y demeure deux mois mais revient au pays et réintègre en mars le groupe de Rory Storm. À trois autres reprises durant ce même mois, il remplace Best le temps d'un concert. George Harrison explique : « Pete était toujours malade et ne venait pas aux engagements. On demandait à Ringo de le remplacer et, à chaque fois qu'il jouait avec nous, c'était « Voilà. C'est ça. » On a fini par se dire : « On devrait prendre Ringo à plein temps. » C'est moi qui ai accéléré les choses. J'ai insisté auprès des autres pour qu'on engage Ringo pour de bon. »
C'est le producteur George Martin qui devient malgré lui le catalyseur du départ de Pete Best. En effet, lorsqu'il entend pour la première fois les Beatles aux studios EMI le 6 juin 1962, il décèle leur potentiel mais il est insatisfait du jeu du batteur. Il annonce au manager, Brian Epstein, qu'il utilisera des batteurs studio professionnels lors des séances d'enregistrement. Ne voulant pas enregistrer avec des « intrus », les Beatles sautent sur l'occasion pour inviter Ringo, qui est déjà leur ami et qu'ils considèrent comme « le meilleur batteur de Liverpool », à se joindre au groupe. Celui-ci se montre intéressé mais pris avec des obligations contractuelles avec leur batteur, le groupe ne peut pas l'engager immédiatement. De plus, Ringo et les Hurricanes partent pour une résidence dans une base militaire américaine à Fontenet en Charente-Maritime pour un mois pour ensuite se diriger vers une autre base à Orléans pour deux autres semaines. De retour au pays, une autre résidence dans un camp de vacances estival sur la côte est de l'Angleterre le tiendrait à l'écart jusqu'en septembre. En août, la décision est prise d'engager Ringo Starr et, sans annoncer à Pete Best leur intention de l'évincer, ils laissent leur manager la charge de régler la situation.
Brian Epstein téléphone donc à Starr au camp Butlins (en) le 14 août 1962 pour lui offrir officiellement le poste de batteur des Beatles et celui-ci quitte une seconde fois les Hurricanes. Le 16, Epstein peut donc s'occuper, à contre cœur, de congédier Pete Best. Le premier concert de Ringo comme membre à part entière du groupe se tient le 18 à Port Sunlight. Le lendemain, c'est sa première prestation avec les Beatles dans leur fief du Cavern Club de Liverpool, mais les spectateurs accueillent froidement le nouveau batteur. Harrison raconte : « Certains de nos fans — deux ou trois — hurlaient : « Pete is best ! » et « Ringo, never, Pete Best forever ! » Mais comme ce n'était qu'un petit groupe isolé, on les a ignorés. Pourtant, au bout d'une demi-heure, c'est devenu un peu lassant et j'ai engueulé le public. Quand on est sorti de la loge et qu'on est entré dans le tunnel noir, quelqu'un m'en a balancé une et je me suis retrouvé avec un œil au beurre noir. Ce qu'il ne faut pas faire pour Ringo ! » L'intégration au groupe est également progressive : le nouveau batteur n'est même pas averti du mariage de John Lennon, fin août 1962 : « John ne m'a même pas dit qu'il s'était marié. […] On ne m'en parlait pas parce qu'au début, je n'étais pas considéré comme un membre du groupe à part entière. J'en faisais partie, mais d'un point de vue affectif, je devais faire mes preuves. »
Le 4 septembre 1962, se tient la première véritable séance d'enregistrement du groupe chez EMI et la première à vie de Starr. Martin n'est pas satisfait du jeu du nouveau batteur mal à l'aise et nerveux. Le 11 septembre 1962 une mauvaise surprise attend Ringo Starr. Le groupe se rend en effet aux studios EMI pour enregistrer une troisième tentative de son tout premier single Love Me Do, et y trouve un batteur professionnel, Andy White, engagé par George Martin. Ringo craint alors de subir le même sort que Pete Best, mais il n'en est rien. Le batteur explique son ressenti, des années plus tard : « Ça m'a porté un coup terrible que George Martin ne me fasse pas confiance. […] Il s'est excusé à maintes reprises depuis, ce bon vieux George, mais ça m'a anéanti — je l'ai haï, le salaud, pendant des années, et aujourd'hui encore, je ne le lâche pas avec ça ! ». Cependant, la prise de White se révélant quelque peu différente mais certainement pas meilleure que l'enregistrement réalisé par Ringo Starr, c'est la version avec ce dernier qui sera publiée sur la face A du single Love Me Do. Andy White tient en revanche la batterie sur la version de cette chanson présente sur l'album Please Please Me publié au début de l'année suivante. À cette date toutefois, Ringo Starr a fini par convaincre son producteur de ses capacités, et fait définitivement partie du groupe en studio.

### Batteur des Beatles (1962-1970)

#### La Beatlemania

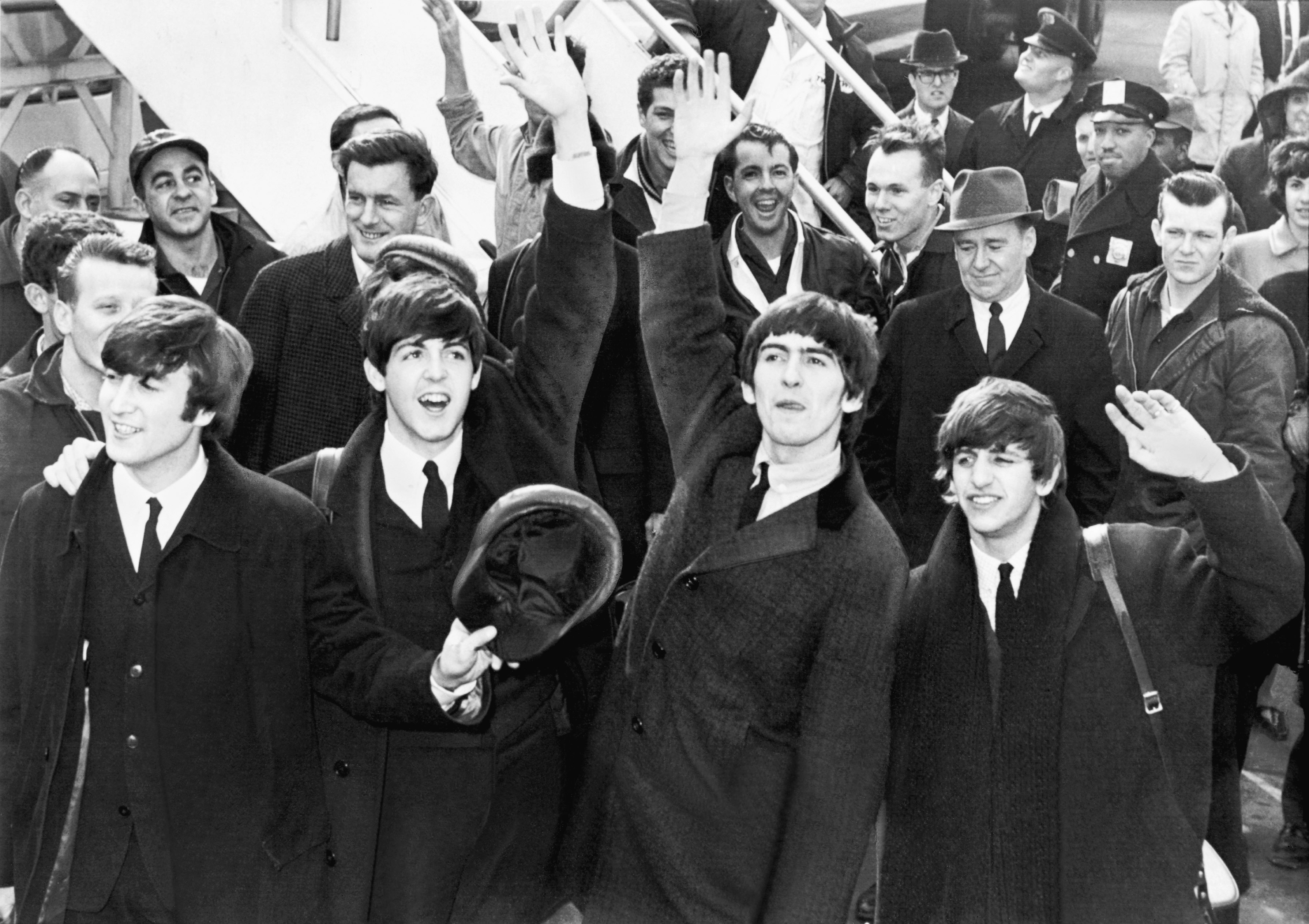
Les Beatles en 1964.

Avec la sortie de Please Please Me et le début des succès commerciaux, les Beatles se voient emportés dans une période de folie qui les accompagne constamment. Le groupe gagne ainsi en popularité avec des titres tels que She Loves You qui assurent son succès dans toute l'Europe. En novembre 1963, les quatre garçons reçoivent même l'honneur de jouer devant la famille royale. À cette époque, Ringo se cantonne principalement à la batterie, et chante généralement une chanson par album, souvent mineure. Il s'agit ainsi de reprises, comme Boys ou Honey Don't, et d'une composition mineure de Lennon et McCartney à l'origine donnée aux Rolling Stones, I Wanna Be Your Man. En février 1964, les Beatles débarquent aux États-Unis, où leur popularité est encore à faire. Dès leur arrivée, le batteur s'autorise une blague. À un journaliste qui lui demande « Que pensez-vous de Beethoven ? », il répond « J'aime beaucoup ses poèmes ! » Au cours de ce séjour, le groupe conquiert le cœur des Américains avec plusieurs passages aux audiences record dans le Ed Sullivan Show. Ringo Starr est, durant cette période, le Beatle le plus populaire, notamment aux États-Unis. En témoignent un grand nombre de singles publiés par des groupes notoires ou non qui lui sont consacrés.

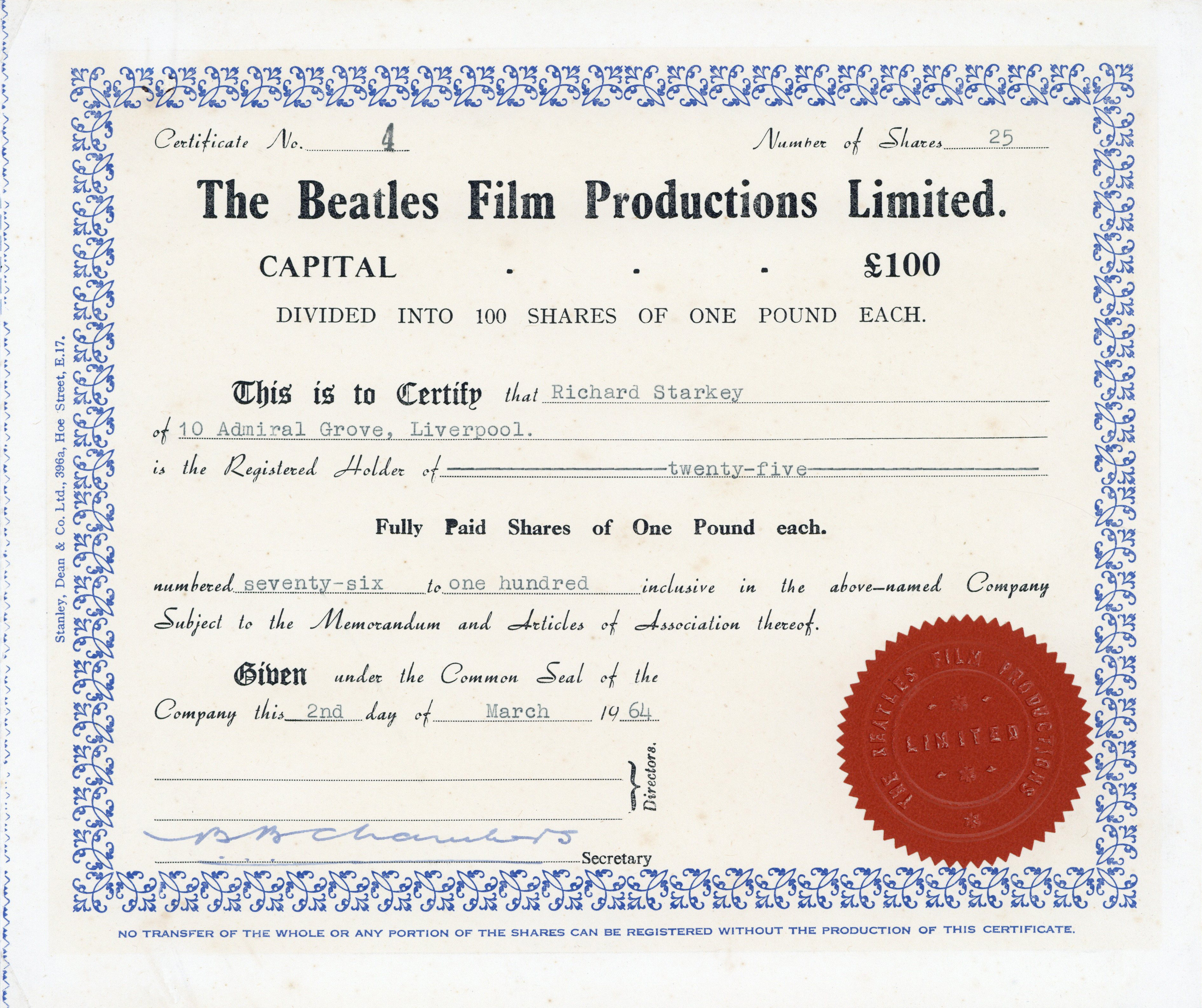
Certificat de 25 actions de 1 £ chacune de Beatles Film Production Limited, émis le 2 mars 1964, enregistré au nom de Ringo Starr. La société, créée le 25 février 1964 avec Brian Epstein comme directeur général, a été rebaptisée Apple Film Production Limited le 12 janvier 1968.

Toujours en février 1964, le groupe commence le tournage de son premier film, A Hard Day's Night, dont le titre découle d'un lapsus de Ringo Starr. Le film porte un regard humoristique sur la folie qui entoure les Beatles, et joue également sur le désamour supposé du public envers Ringo par rapport aux autres membres du groupe. Dans le film, celui-ci, désabusé par les paroles du grand-père (fictif) de Paul McCartney, quitte le groupe peu avant une prestation télévisée. Ringo est le Beatle dont le jeu d'acteur est le mieux accueilli par la critique, qui voit en lui un réel potentiel comique. C'est d'ailleurs le membre du groupe qui a par la suite la carrière la plus prolifique à l'écran.
En juin 1964, le groupe doit tourner aux Pays-Bas, au Danemark, à Hong Kong, en Australie et en Nouvelle-Zélande. Cependant, le 3 juin, avant le départ, Ringo est atteint d'une infection aux amygdales et doit être hospitalisé d'urgence. Pour ne pas annuler la tournée, le manager Brian Epstein et George Martin prennent la décision d'engager au pied levé et à titre provisoire le batteur Jimmy Nicol malgré les protestations de George Harrison qui déclare qu'il faudrait chercher « deux remplaçants » s'il fallait jouer sans Ringo. Nicol participe donc à la tournée et aux apparitions du groupe durant une dizaine de jours, sans cependant chanter sur scène ou participer à des enregistrements voués à être mis sur disque. Parfaitement remis, Ringo Starr revient pour donner un concert à Melbourne le 15 juin. Quant à Jimmy Nicol, la publicité apportée par cet intermède ne suffit pas à lancer sa carrière, et il sombre rapidement dans la pauvreté, sans jamais rencontrer les Beatles à nouveau.

#### L'apogée du groupe et les premières compositions

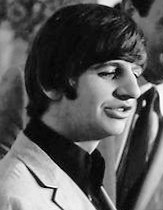
Ringo Starr en 1965.

Début 1965, Ringo Starr épouse Maureen Cox, avec pour témoin son ami George Harrison. Le couple n'échappe pas aux journalistes durant sa lune de miel. Par la suite, le batteur revient auprès du groupe pour tourner le film Help!, dans lequel il tient un rôle central. Les tournées du groupe attirent toujours plus de spectateurs, notamment le 15 août lors du concert au Shea Stadium. Le 26 octobre, ses trois camarades et lui sont reçus au palais de Buckingham où ils deviennent membres de l'Ordre de l'Empire britannique. La même année, Ringo participe à l'écriture de la chanson What Goes On, qu'il interprète sur l'album Rubber Soul. Bien qu'il considère son rôle sur cette chanson comme très mineur, il s'agit du premier titre du groupe cosigné « Richard Starkey ».
Entre avril et juin 1966, il atteint durant les sessions d'enregistrement de l'album Revolver ce qu'il considère comme étant le sommet de son art à la batterie, sur des chansons comme Tomorrow Never Knows, She Said She Said et le single Rain où son jeu est foisonnant. Sur ce même album est également présente ce qui est certainement la chanson la plus célèbre interprétée par Ringo Starr, Yellow Submarine. Paul McCartney, qui désirait composer une chanson pour enfants, a en effet dès le départ écrit la musique de façon qu'elle s'adapte à l'étendue vocale limitée du batteur.
Cet été là, lassés de ne pas s'entendre (et de ne pas être entendus) au milieu des hurlements de la foule et ne pouvant plus reproduire sur scène les réalisations de plus en plus sophistiquées qu'ils proposent sur leurs disques, les Beatles décident unanimement d'arrêter les tournées à l'issue du concert donné au Candlestick Park de San Francisco le 29 août 1966. « Je ne pense pas que l'un d'entre nous avait envie de s'opposer à l'arrêt des concerts. J'avais l'impression d'être un très mauvais musicien et j'en avais marre de jouer comme ça. C'est pour ça que j'ai arrêté. En tournée, je ne travaillais plus parce que je ne pouvais pas jouer », raconte-t-il.
À partir de l'automne 1966, le groupe fait donc exploser sa créativité en studio. Une autre chanson est composée spécialement pour le batteur par le tandem Lennon/McCartney à cette occasion : With a Little Help from My Friends pour l'album Sgt. Pepper's Lonely Hearts Club Band, considéré par la critique comme le sommet de la carrière du groupe et une des plus grandes œuvres enregistrées de tous les temps dans le domaine de la musique populaire. S'il salue a posteriori la qualité de cet album publié le 1er juin 1967, heureux et fier qu'il ait su si parfaitement capter l'air de son temps, Ringo Starr n'apprécie pas le temps consacré à sa réalisation, où il doit tromper l'ennui. Il explique ainsi avoir appris et s'être beaucoup perfectionné au jeu d'échecs qu'il pratique assidûment dans un coin du studio avec l'assistant du groupe Neil Aspinall durant les heures passées par ses trois camarades et l'équipe technique d'EMI à travailler les sonorités de Pepper. La chanson qu'il y interprète devient cependant par la suite un des titres qu'il chante le plus souvent en concert.
Le 25 juin 1967, les Beatles interprètent All You Need Is Love en direct du studio I d'Abbey Road et en mondovision, dans le cadre de l'émission Our World, un évènement particulièrement symbolique pour Ringo Starr, car correspondant parfaitement à ses idéaux : « On était assez important pour avoir un public de cette taille, et c'était pour l'amour, pour l'amour et cette foutue paix. Ça a été un moment fabuleux. Aujourd'hui encore, ça m'exalte quand je réalise que c'était pour ça. La paix, l'amour, des gens mettant des fleurs dans leurs fusils. »

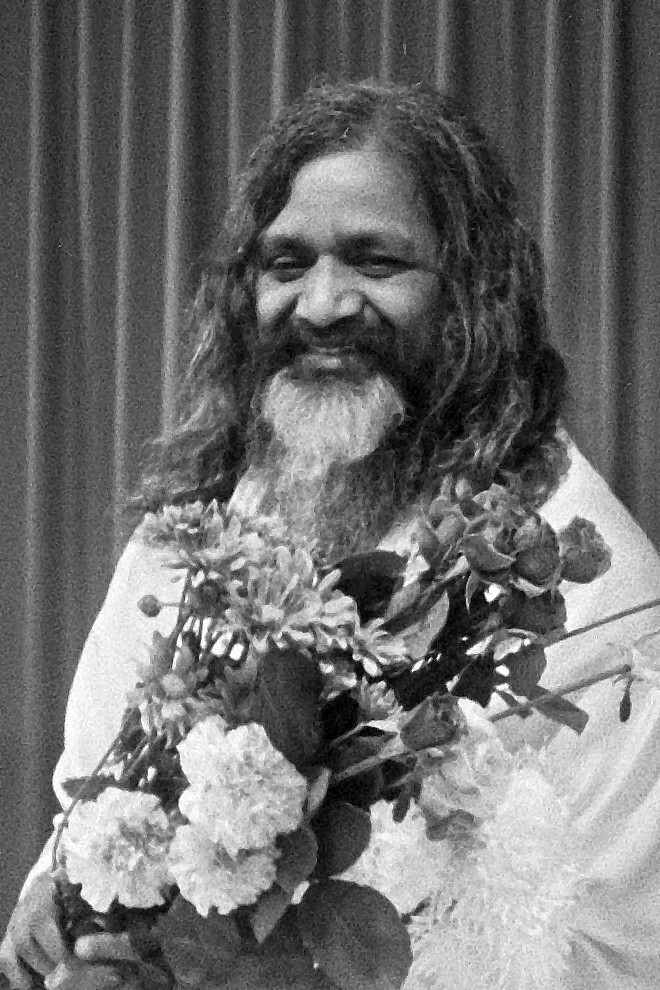
Maharishi Mahesh Yogi en 1967.

La fin de l'année 1967 marque un début d'émancipation pour les quatre membres du groupe qui se consacrent à des projets personnels. Pour Ringo Starr, il s'agit de deux semaines de participation au tournage du film Candy, qui sort l'année suivante. À la même époque, et à la suite de la mort du manager Brian Epstein, McCartney prend la direction officieuse des Beatles et tente de maintenir une cohésion de groupe à travers le projet Magical Mystery Tour. En 1968, sur l'initiative de George Harrison, tous les membres du groupe partent en Inde à l'ashram de Maharishi Mahesh Yogi pour y approfondir leur expérience de la méditation transcendantale qu'ils ont apprise en 1967 à Bangor (pays de Galles). Cependant, Ringo Starr et son épouse rentrent rapidement au pays, notamment parce que la nourriture est inadaptée aux allergies du batteur. Cependant, il reconnaît par la suite que la méditation transcendantale et les enseignements du Maharishi ont eu une grande influence sur lui.
Une fois réuni en Angleterre, le groupe prépare un nouvel album, l'« Album blanc ». Celui-ci marque la naissance des tensions à l'intérieur du groupe, qui doit désormais s'accommoder de la présence de Yoko Ono, la nouvelle compagne de John Lennon, dans le studio et littéralement au milieu des musiciens. Bien que George Harrison soit le plus virulent, Ringo est également indisposé et demande un jour à Lennon : « écoute, John. Il faut vraiment que Yoko soit ici tout le temps ? » L'ambiance particulièrement pesante pousse finalement le batteur à claquer la porte des studios en plein milieu des sessions, comme il l'explique : « Je suis parti parce que j'éprouvais deux sentiments. Celui de ne pas très bien jouer, celui que les trois autres étaient vraiment heureux et que j'étais un étranger. Je suis allé voir John. […] Je lui ai dit : « Je quitte le groupe parce que je ne joue pas bien. Parce que j'ai l'impression de ne pas être aimé, d'être exclu. Alors que vous êtes tellement proches tous les trois ». John m'a répondu : « Je croyais que c'était vous trois qui étiez très liés ! » Je suis ensuite allé voir Paul et je lui ai dit la même chose. Paul m'a répondu « Je croyais que c'était vous trois ! » Je n'ai pas pris la peine d'aller voir George, j'ai dit : « Je pars en vacances ». J'ai pris les gosses et je suis parti pour la Sardaigne ». En l'absence de Ringo, Paul McCartney tient la batterie sur les titres Back in the U.S.S.R. et Dear Prudence. Lorsqu'il finit par revenir de ses vacances, Ringo découvre son instrument couvert de fleurs par ses camarades dans le studio 2 d'Abbey Road. Cet album a également des points positifs pour Ringo Starr : il considère notamment l'enregistrement de Yer Blues, à quatre regroupés dans un tout petit espace et en conditions live, comme un « moment insurpassable », accouche finalement de sa première composition, Don't Pass Me By, se déchaîne lors de l'enregistrement de Helter Skelter (on l'entend prononcer à la fin le fameux « I've got blisters on my fingers! »/« J'ai des ampoules aux doigts ! »), et se voit également confier par Lennon le chant d'une composition très personnelle, Good Night.

### L'après Beatles (1970-1989)

#### Séparation des Beatles et débuts en solo prometteurs
Tandis que les Beatles tournent leur dernier film, Let It Be, et enregistrent ce qui deviendra l'album du même nom, les tensions au sein du groupe s'accroissent. Avant de tirer leur révérence, cependant, ils décident d'enregistrer un dernier album de qualité, Abbey Road, sur lequel Ringo Starr signe sa seconde composition, Octopus's Garden (qu'il avait écrite lors de son escapade en Sardaigne, l'année précédente). À la même époque, il est à l'affiche de The Magic Christian, aux côtés de Peter Sellers. En septembre 1969, John Lennon quitte définitivement les Beatles, mais la séparation n'est officialisée qu'en avril 1970, par Paul McCartney.
Le 1er août 1971, à l’initiative de George Harrison et de Ravi Shankar, un concert de bienfaisance est organisé au Madison Square Garden de New York, pour venir à l’aide du Bangladesh. En novembre 1970, le cyclone Bhola vient de dévaster la côte du Pakistan Oriental, causant la mort de 300 000 à 500 000 personnes. A Ravi Shankar et George Harrison se joignent plusieurs autres musiciens mondialement célèbres, parmi lesquels Bob Dylan, Eric Clapton, et Ringo. A part George Harrison, il est le seul des anciens Beatles à se produire sur scène, devant 40 000 personnes.
Ringo Starr assure la partie rythmique en appui de Bob Dylan. Pour ce concert, il joue du tambourin, ce qu'il fait avec sa chaleur habituelle. Cette participation de Ringo au concert du Bangladesh a confirmé pour beaucoup de fans des Beatles qu’ils le considéraient comme le plus affable du groupe. 
Comme tous les autres membres du groupe, Ringo poursuit sa carrière musicale en solo. La même année, il sort son premier album, Sentimental Journey, une compilation de chansons choisies dans les succès des années 1920 à 1950. L'album se révèle une bonne surprise sur le plan commercial mais a un accueil critique plus froid. Lui succède, toujours en 1970, Beaucoups of Blues, aux tonalités country. S'il fait moins bien dans les charts, il est bien accueilli par la critique qui le considère avec le recul comme un de ses meilleurs albums. Il est parallèlement présent à la batterie sur les premiers albums solos de ses camarades John Lennon (John Lennon/Plastic Ono Band) et George Harrison (All Things Must Pass). En 1971, son premier single, It Don't Come Easy, écrit par lui-même, est un succès en atteignant le Top 3 du Billboard Hot 100. La même année, il interprète cette chanson lors du Concert for Bangladesh qui marque une de ses seules prestations en public avant l'arrivée du All-Starr Band.
Le plus grand succès, cependant, vient en 1973, avec son album Ringo, célèbre pour avoir réuni les Fab Four. Certes, ceux-ci ne participent jamais tous à la même chanson, mais John Lennon offre au batteur une chanson, I'm the Greatest sur laquelle celui-ci, Harrison et Starr participent. Paul McCartney (en collaboration avec son épouse Linda) fait de même avec Six O'Clock, et George Harrison l'aide à composer la chanson Photograph, grand succès de l'année 1973, qui devient l'un de ses titres incontournables. Les singles qui accompagnent l'album montent également rapidement dans les charts.
En 1974, il connaît encore le succès avec deux reprises : You're Sixteen à l'origine interprétée par Johnny Burnette, et Only You (And You Alone) des Platters. La même année, son album Goodnight Vienna, dont la chanson titre est de Lennon, connaît un relatif succès, bien en deçà, toutefois, de celui de son prédécesseur. Il s'agit du dernier disque de l'artiste à recevoir un tel accueil avant une longue période. La critique commence en effet à lui reprocher de ne pas se renouveler et de trop chercher à réitérer la formule de Ringo. Cette période faste s'achève en 1975 avec la publication de Blast from Your Past, qui regroupe tous ces succès commerciaux.
À la même époque, Graham Chapman et Douglas Adams ont écrit un scénario pour un téléfilm de science-fiction humoristique intitulé Our Show for Ringo Starr mais celui-ci n'a jamais vu le jour. Le script a finalement été publié dans OJRIL: The Completely Incomplete Graham Chapman en 2004 et certains éléments de l'intrigue ont été utilisés dans les livres The Hitchhiker's Guide to the Galaxy de Adams.

#### La traversée du désert
Après ce début de carrière solo prometteur au niveau des ventes, Ringo continue à enregistrer régulièrement, mais ses albums sont de moins en moins bien accueillis par le public. À partir de 1976 et Ringo's Rotogravure, les échecs s'enchaînent, que ce soit sur le plan des ventes ou de la critique. Aucun album de l'artiste, durant les vingt années suivantes, ne parvient à entrer dans les charts britanniques, et peu s'imposent aux États-Unis. Le téléfilm, Ringo, produit en 1978 et diffusé sur la NBC, n'est pas mieux accueilli par la critique. Son couple bat de l'aile, et il vit séparé de son épouse à partir du milieu des années 1970. Le batteur, exilé fiscal à Monte-Carlo, devient, selon son propre terme, un jet setteur, et voyage beaucoup en apparaissant dans de nombreuses fêtes. Deux sérieux coups sont portés à son moral en 1979 : il assiste à la destruction par les flammes d'une de ses maisons, à Hollywood, et entre dans un état grave à l'hôpital à la suite d'une nouvelle péritonite.
En 1980, il rencontre Barbara Bach sur le tournage de L'Homme des cavernes (Caveman), et l'épouse l'année suivante. À la fin de 1980, tous deux rendent visite à Yoko Ono à New York pour la soutenir à la suite de l'assassinat de son mari. Par ailleurs, son album, Stop and Smell the Roses est plus apprécié par la critique que les précédents, bien que les ventes restent mauvaises. La réalisation de l'album suivant, Old Wave est également difficile : aucun label ne veut plus, en effet, produire son album, qui ne sort ni au Royaume-Uni ni aux États-Unis et ne se classe nulle part dans les charts.
Après cet échec, le musicien n'enregistre plus en solo. Il participe cependant à quelques projets, comme l'album et le film Rendez-vous à Broad Street (Give My Regards to Broad Street) réalisé par Peter Webb et scénarisé par Paul McCartney en 1984. Il connaît une période difficile et sombre dans l'alcoolisme. Il participe cependant, de 1984 à 1986 au doublage de l'émission pour enfants Thomas et ses amis. Il est également l'objet d'une série radiophonique enregistrée en 1983 durant laquelle il raconte l'histoire des Beatles : Ringo's Yellow Submarine. Il fait également une apparition, avec George Harrison, au concert du Prince's Trust de 1987, à la Wembley Arena.

### Retour dans la lumière (depuis 1989)

#### Le All-Starr Band et la reprise d'activité (1989 - 2000)

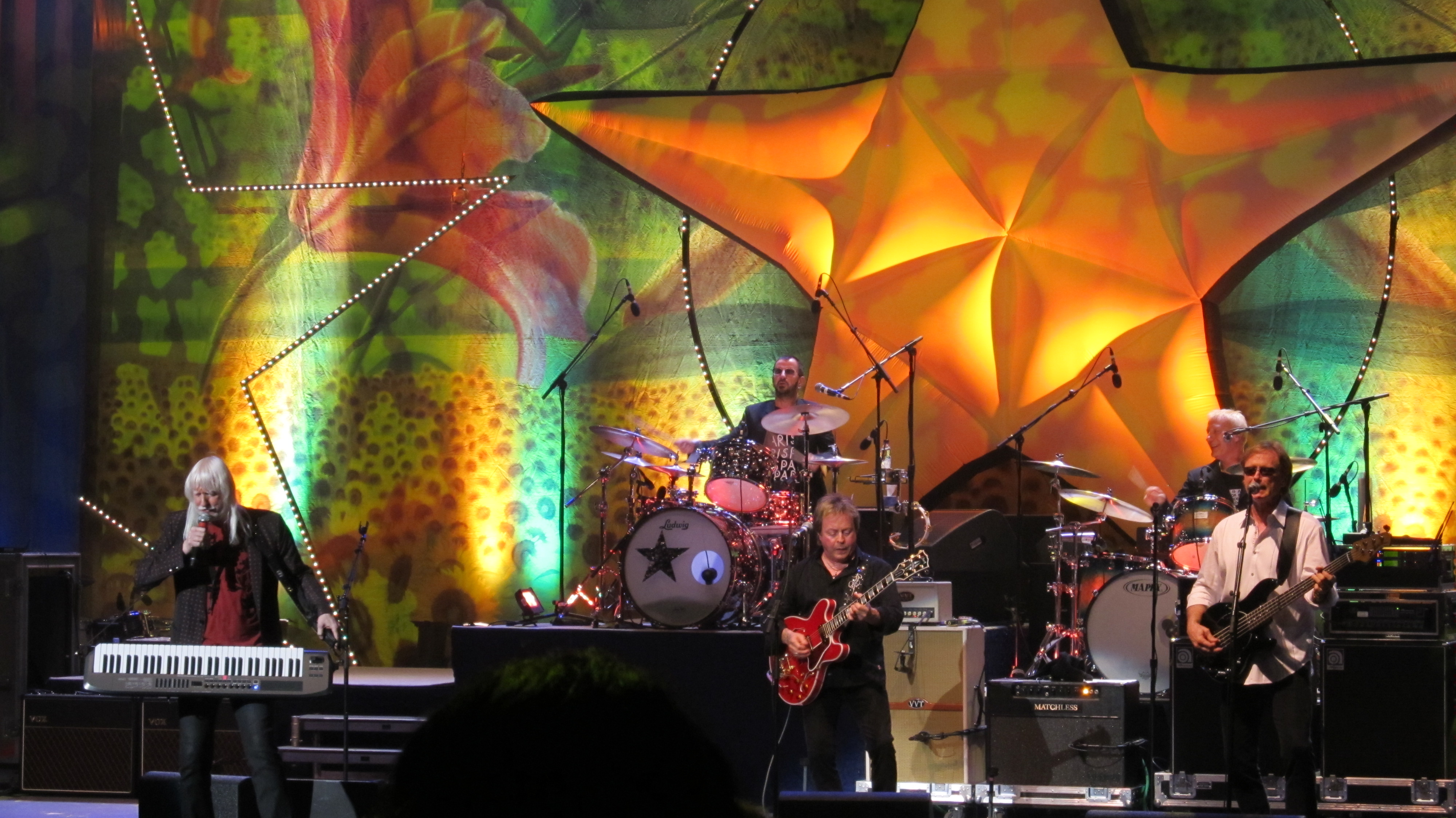
À partir de 1989, Ringo Starr fait des tournées régulières avec le All-Starr Band.

En 1988, Ringo Starr suit une cure de désintoxication à Tucson (Arizona) pour se débarrasser définitivement de son problème d'alcool. Il forme peu après le All-Starr Band, un groupe à géométrie variable destiné à l'accompagner dans ses tournées. Comme il l'explique sur l'album Tour 2003 du groupe, au sein du All-Starr Band, « tout le monde sur scène est une star de plein droit ». Le premier concert de la formation nouvellement créée se tient à Dallas (Texas) le 23 juillet 1989 devant une dizaine de milliers de spectateurs. Durant ses concerts, le groupe alterne entre chansons interprétées par Ringo (chansons qu'il a interprétées en solo ou avec les Beatles), et chansons qui ont fait le succès des différentes personnalités qui l'accompagnent (comme Billy Preston, Dr. John ou encore Sheila E.). Le succès de la tournée qui s'ensuit conduit à la production d'un album, Ringo Starr and His All-Starr Band. Dans les vingt années qui suivent, une dizaine d'albums du All-Starr Band sont produits, et le groupe fait de multiples tournées.
En 1990, Ringo Starr rend également hommage à John Lennon, assassiné dix ans plus tôt, en réenregistrant sa chanson I Call Your Name avec Jeff Lynne, Tom Petty, Joe Walsh et Jim Keltner. En 1992, il fait son retour aux albums studio avec Time Takes Time, bien accueilli par la critique mais pas par le public. Au milieu des années 1990 les trois Beatles encore vivants travaillent au projet Anthology, visant à obtenir un grand nombre d'interviews et d'enregistrements inédits du groupe et débouchant sur trois doubles CD, une série vidéo et un livre. Tous trois enregistrent également deux chansons travaillées par Lennon avant sa mort, Free as a Bird et Real Love. En 1997, il participe à l'album Flaming Pie de son ami Paul McCartney. Il y interprète deux chansons : Little Willow, composée par McCartney en hommage à Maureen Cox, et Really Love You, première chanson à être créditée McCartney/Starkey.
En 1998, les Beatles se retrouvent pour l'enregistrement d'un nouvel album studio du batteur, Vertical Man qui fait également participer Mark Hudson, nouveau partenaire d'écriture de Ringo Starr pour près de dix ans. L'album est un succès, et est le premier à entrer dans les charts britanniques depuis 1974. La même année, il participe à l'émission VH1 Storytellers dans laquelle il interprète plusieurs chansons en racontant leurs origines, et des anecdotes. Un album du même nom sort peu après.

#### Tournées, nouveaux albums et anoblissement
En 2002, Starr intègre le Percussive Arts Society Hall of Fame, qui inclut notamment Buddy Rich et William F. Ludwig, Sr. et son fils. Le 29 novembre de la même année, pour le premier anniversaire de la mort de George Harrison, il participe au Concert for George au Royal Albert Hall, et interprète en hommage à son ami sa chanson Photograph, qu'ils avaient composée ensemble, et une reprise de Carl Perkins, Honey Don't. L'année suivante, il fonde, avec Mark Hudson, la société Pumkinhead Records,. Ce label se révèle cependant peu prolifique.
En 2003, l'album Ringo Rama, toujours en collaboration avec Mark Hudson et son groupe, connaît un accueil critique partagé aux yeux de la critique et du public. Cet album marque un passage de Ringo Starr chez Koch Records, le musicien étant déçu par le manque de promotion offert par Mercury sur son opus précédent. Deux ans plus tard, Choose Love, concocté par la même équipe, sort sans rencontrer son public, malgré un bon ressenti de la critique. Sur la même période, Starr enchaîne les tournées avec le All-Starr Band et publie régulièrement des albums live jugés répétitifs par la critique et ignorés par le public.
En 2007, la collaboration avec Mark Hudson s'arrête brutalement à la suite d'une dispute, au cours de la réalisation de l'album Liverpool 8. Terminé avec l'aide de Dave Stewart, l'album est publié en 2008 et bien accueilli par les critiques. Il permet au batteur de rentrer une nouvelle fois dans le top 100 britannique. En octobre 2008, il choque une partie de ses fans en publiant une vidéo qui fait grand bruit sur son site officiel, dans laquelle il demande au public de ne plus lui envoyer de courrier, explique qu'il ne renverra plus de photos ou d'objets signés de sa main, et que toute lettre ou colis seront systématiquement envoyés à la poubelle et non ouverts.
Après le succès relatif de Liverpool 8, une plus grande consécration vient en 2010 avec l'album Y Not, où participent notamment le musicien Ben Harper, la chanteuse Joss Stone et Paul McCartney. La critique trouve de grandes qualités à cet album, qui ne bénéficie pourtant pas d'un grand retentissement en public. Enfin, un nouvel album intitulé Ringo 2012 sort à la fin du mois de janvier 2012, dans une formule relativement proche du précédent. En 2013, Ringo Starr publie Photograph (en), un recueil de ses photographies prises durant les années 1960. Le 20 mars 2018, vingt et un ans après son compère Paul McCartney, il est anobli et reçoit le titre de Chevalier de la monarchie britannique.

#### Depuis 2020
Le 7 juillet 2020, il célèbre ses quatre-vingt ans en organisant le Ringo’s Big Birthday Show, un concert virtuel sur sa chaîne Youtube au profit de Black Lives Matter, MusiCares (en), WaterAid et la Fondation David-Lynch, mettant notamment en vedette Paul McCartney, Joe Walsh, Sheryl Crow, Gary Clark Jr., Ben Harper et Sheila E.. En 2021, il publie deux extended play, Zoom In (en) et Change the World (en), enregistrées dans son propre studio durant la pandémie de Covid-19. Un troisième, EP3 (en), suivra l'année suivante. Il publie aussi deux livres, Ringo Rocks : 30 Years of the All Starrs 1989-2019 et Lifted : Fab Images and Memories of My Life with The Beatles from Across the Universe.
En octobre 2021, son nom apparait parmi ceux cités dans les Pandora Papers : les documents révélés par les journalistes-enquêteurs montrent, selon l'ICIJ, qu'avec environ 400 millions de dollars, Starr a créé deux sociétés offshore dans un paradis fiscal - les Bahamas - utilisées pour financer des biens immobiliers, dont une résidence privée à Los Angeles. Selon l'ICIJ, Starr a aussi créé au moins cinq trusts au Panama et « trois de ces fiducies détiennent des polices d'assurance-vie, dont ses enfants sont bénéficiaires ; et une autre fiducie détient des revenus provenant des redevances et des spectacles de Starr ».
Il entame une tournée nord-américaine le 27 mai 2022 en Ontario qui lui fera sillonner le Canada, les États-Unis et se terminera les 19 et 20 octobre à Mexico. En 2022, il enregistre sa prestation de batterie et des harmonies vocales sur le titre Now and Then, un enregistrement démo de John Lennon abordé à l'époque du projet Anthology, afin que Paul McCartney finalise pour l'année suivante ce qui deviendra la dernière chanson inédite de l'œuvre des Beatles. La même année, il publie Rewind Forward (en), son quatrième extended play qui comprend la chanson Feeling the Sunlight écrite par McCartney. En novembre 2023 paraît, au profit de Lotus, sa fondation caritative, le beau-livre Beats & Threads décrivant ses différents instruments de musique et ses vêtements. 
En avril 2024, il lance une version vinyle de son cinquième EP, Crooked Boy (en), au magasin Amoeba Music (en) à Hollywood à l'occasion du Record Store Day. Les quatre chansons sont écrites par Linda Perry. Le 7 septembre suivant, il entame une tournée nord-américaine avec ses collaborateurs Steve Lukather, Colin Hay, Warren Ham (en), Hamish Stuart, Gregg Bissonette et Buck Johnson (en), mais doit cesser la tournée, le 25 du même mois, dû à des soucis de santé. Il est invité sur scène par Paul McCartney à Londres, le 19 décembre 2024, avec lequel il joue Sgt Pepper’s Lonely Hearts Club Band et Helter Skelter.
Le 10 janvier 2025, il sort Look Up, un album country produit par T-Bone Burnett, qui est interprété dans un concert exclusif au Ryman Auditorium de Nashville les 14 et 15 du même mois. Pour l'occasion Ringo Starr est accompagné sur scène par plusieurs artistes dont Jack White, Sheryl Crow, Billy Strings, Molly Tuttle (en) et le groupe Larkin Poe. L'album atteint la première position dans plusieurs palmarès aux États-Unis. Le 21 février, il est invité à un des spectacles du centième anniversaire du Grand Ole Opry à Nashville où il interprète Time On My Hands, une chanson de son dernier album, et deux titres de l'époque des Beatles, Act Naturally et With a Little Help from My Friends. Une version enregistrée au Ryman Auditorium de cette dernière chanson a été mise en ligne le 28 mars afin de lever des fonds pour les victimes des incendies de Los Angeles survenus deux mois plus tôt.

## Personnalité

### Relations

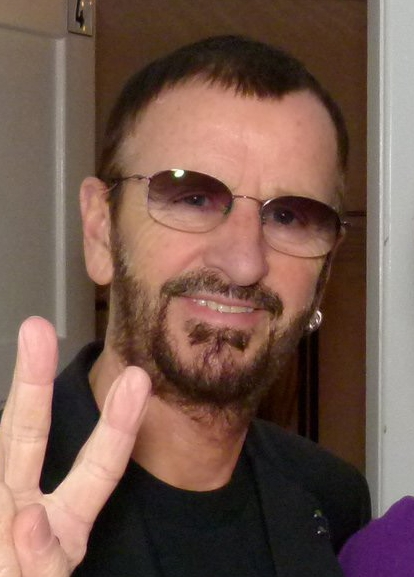
Que ce soit pendant ou après les Beatles, Ringo Starr est celui qui a le mieux su conserver de bonnes relations avec les trois autres membres du groupe.

La première compagne puis l'épouse de Ringo Starr est Maureen Cox, une habituée du Cavern Club à l'époque où le groupe a commencé à y jouer. Après plusieurs années de relation, tous deux se marient en février 1965, alors que Cox a tout juste 18 ans. Ils ont ensemble trois enfants, Zak (né en 1965), Jason (né en 1967) et Lee (né en 1970). Maureen Starkey s'implique également parfois dans les travaux des Beatles : elle participe aux chœurs de The Continuing Story of Bungalow Bill et assiste également au rooftop concert (ce qui lui vaut d'être remerciée en conclusion du concert par Paul McCartney). Le couple divorce en 1975, vraisemblablement à la suite d'un adultère de Maureen avec George Harrison (sans que cela tende les relations entre les deux anciens partenaires). Maureen meurt en 1994.
En 1980, il rencontre l'actrice Barbara Bach sur le tournage de L'Homme des cavernes, et l'épouse l'année suivante. Tous deux ont pris cette décision à la suite d'un accident de voiture, considérant, comme le déclare Bach, que « si nous pouvions survivre à cela ensemble, nous pouvions survivre à tout ». Tous deux réussissent ainsi à vaincre ensemble leurs problèmes d'alcoolisme durant les années 1980. Avec Pattie Boyd, Barbara Bach a ensuite ouvert, en 1991, une clinique pour soigner les addictions. À la naissance de la fille de Zak Starkey, en 1985, Ringo Starr devient grand-père, et le premier parmi les Beatles. Zak est par ailleurs devenu, comme son père, un batteur renommé, après avoir été formé par le batteur des Who, Keith Moon. Il accompagne parfois le groupe en tournée et en studio depuis 1996, et a également joué avec son père au sein du All-Starr Band. La fille de Zak, Tatia Starkey, chanteuse du groupe Belakiss, a donné naissance à un garçon, Stone Zakomo Low, ce qui fait que Ringo Starr, premier Beatle à devenir grand-père en 1985, devient aussi, grâce à elle, le premier arrière-grand-père en 2016.
Avec chacun des Beatles, Ringo Starr entretient de très bonnes relations. Il décrit ainsi leurs rapports à l'époque de la Beatlemania : « On veillait vraiment les uns sur les autres. On riait tout le temps. À cette époque, on avait d'immenses suites dans les hôtels, parfois un étage entier, rien que pour nous, et rien que pour être ensemble, on se retrouvait tous les quatre dans la salle de bains. [...] Aujourd'hui encore, quand on se retrouve tous les trois, Paul et George sont les seuls à me voir tel que je suis ». À l'exception de son départ du groupe durant l'enregistrement tendu de l'« Album blanc », il ne se brouille en effet pas avec les autres Beatles. Tandis qu'après la fin du groupe, Lennon et McCartney ne se parlent plus, Ringo continue à participer aux projets de ses trois amis, et réciproquement. Pour Lennon, Ringo était le « cœur des Beatles ». Lorsqu'il apprend la mort de Lennon, en 1980, il part pour New York avec sa compagne Barbara Bach pour soutenir sa veuve, Yoko Ono. Toutefois, si les trois autres Beatles se sont tous montrés prompts à composer des chansons pour lui, George Harrison est celui qui l'a le plus aidé, et qui l'a assisté dans la composition de certains de ses tubes.
Par ailleurs, les Beatles ont marqué durablement le batteur qui y fait constamment référence dans ses chansons, notamment sa reprise de Back Off Boogaloo en 1981 ou sur Liverpool 8 en 2008. Sur Choose Love, il va jusqu'à chanter le vers « The long and winding road is more than a song, tomorrow never knows what goes on ».

### Intérêts et caractère
Ringo Starr est passionné par la musique country, ce qui influe sur ses compositions, telles que Don't Pass Me By ou encore les reprises qu'il choisit d'interpréter avec les Beatles, comme Act Naturally. Il consacre par ailleurs son second album solo, Beaucoups of Blues, et son plus récent, Look Up, à ce genre musical.
L'humour décalé de Ringo Starr est une composante importante du « monstre à quatre têtes », surnom que l'on donne aux Fab Four au plus fort de la Beatlemania. Sa personnalité s'accorde parfaitement avec celles de ses trois camarades, ce qui explique sans doute le rejet de Pete Best, et le fait que le phénomène qui décolle en 1963 en Angleterre, l'année suivante aux États-Unis et dans le monde entier, n'aurait probablement pas existé, ou pas de la même manière, sans lui. Les blagues fusent lors des conférences de presse du groupe, et le batteur n'est jamais le dernier à faire rire les auditoires par ses saillies. Il est par ailleurs particulièrement attaché aux notions d'amitié, d'amour, de cohésion, d'empathie qui règnent au moins jusqu'au début 1968 au sein du groupe. « Il y a eu de vrais moments d'amour et d'humanité. Une chambre d'hôtel, ici ou là. Une incroyable intimité, rien que quatre types qui s'aimaient les uns les autres. C'était sensationnel », dit-il en conclusion du livre Anthology. Il ne se sent jamais mieux que lorsque le groupe se resserre et joue spontanément, comme lors de l'enregistrement de la chanson Yer Blues en 1968 : « Insurpassable ! C'était nous quatre. C'est ça ce que je veux dire : c'est arrivé parce que nous étions tous les quatre dans une boîte, une pièce sans cloisons d'environ 2 mètres 50 sur 2 mètres 50,. C'était le groupe ensemble. C'était une sorte de rock grunge des sixties, du blues grunge ». Il note aussi : « J'avais l'impression que nous quatre, c'était de la magie, de la télépathie. Parfois, quand on travaillait en studio, c'était… En fait, c'est impossible à décrire. On était quatre, et pourtant, on ne faisait qu'un. Nos quatre cœurs battaient à l'unisson […]. »
Ringo est également connu pour ses lapsus, ou erreurs de langage que John Lennon surnomme « ringoïsmes », et dont il est particulièrement friand, les notant dans ses carnets. L'un des plus célèbres est la phrase lâchée par le batteur après une dure journée de travail : « It's been a hard day's… night » (« Ça a été une dure journée… nuit »), que Lennon reprend dans son ouvrage In His Own Write, et qui devient le titre d'une chanson, d'un film et d'un album du groupe. Parmi les autres « ringoïsmes » célèbres figurent le vers de la chanson Yellow Submarine « Everyone of us has all we need » (« chacun de nous a tout ce dont nous avons besoin »), et le titre de la chanson de Lennon Tomorrow Never Knows (« Demain ne sait jamais »), lâché en 1964 durant une interview. De façon plus personnelle, il surnommait son beau-père, qu'il affectionnait particulièrement « stepladder » (« escabeau », au lieu de « step father »).
En septembre 1964, il investit dans Brickey Building Company, ou comme il l'appelle, « Bricky Builder », avec son partenaire Barry Patience. Cette compagnie est responsable de plusieurs des projets de construction des membres des Beatles.
Comme les trois autres Beatles, Ringo Starr est initié à la marijuana par Bob Dylan lors de leur tournée américaine de l'été 1964, et tous en consomment beaucoup ces années-là. Ainsi, Ringo répond au sujet de leur rencontre avec la reine d'Angleterre pour être décorés de l'ordre de l'Empire britannique le 26 octobre 1965 : « j'étais trop défoncé pour me souvenir si c'est vrai » lorsqu'on lui demande s'il est exact qu'ils ont fumé de la marijuana dans les toilettes du palais de Buckingham. Bien que cela se soit fait pour lui à moindre échelle que pour les autres Beatles, Ringo Starr a également été initié au LSD et trouve l'expérience positive.
D'un point de vue religieux et spirituel, Ringo Starr a déclaré avoir été très séduit par les enseignements du Maharishi Mahesh Yogi à la fin des années 1960, et pratiquer la méditation transcendantale. Contrairement à George Harrison, il n'en a pas fait la promotion dans ses albums et par un engagement fort, bien qu'il apparaisse ponctuellement avec ses amis lors de concerts de soutien sur le sujet, notamment avec Harrison en 1992. En revanche, s'il est végétarien, comme Paul et George, ce n'est pas par conviction, mais à cause de problèmes de santé liés aux opérations qu'il a connues dans sa jeunesse. En 2010, à l'approche de ses 70 ans, il déclare connaître un regain pour la foi chrétienne, bien qu'il ait plusieurs fois attaqué l’Église, notamment au sujet des paroles de Lennon sur Jésus-Christ.
Depuis 2005 il expose régulièrement ses œuvres visuelles, dont les ventes alimentent la Lotus Fondation pour soutenir ses œuvres caritatives. Il est notamment membre de la communauté des artistes GemlucArt à Monaco, qui soutient la recherche contre le cancer.
Ringo Starr soutient activement la Fondation David Lynch notamment depuis la soirée « Change Begins Within » (« Le changement commence à l'intérieur (de soi) ») du 4 avril 2009, le concert de bienfaisance au Radio City Music Hall de New York, à laquelle participait, entre autres, Paul McCartney, Mike Love, Moby, Sheryl Crow, Eddie Vedder de Pearl Jam, Donovan et Ben Harper ,. Depuis, il fête ses anniversaires en faveur de cette Fondation qui encourage les personnes victimes de stress post-traumatique d'utiliser la méditation transcendantale, notamment en 2020, aux soignants en première ligne dans la lutte contre la pandémie de Covid-19.
Au moment de fêter ses 80 ans le 7 juillet 2020, il explique : « Je suis grand-père de huit enfants et maintenant, d'un arrière-petit enfant. La vie a été très cool pour moi et nous sommes dans un magnifique business car nous n'avons pas à prendre notre retraite, nous pouvons continuer aussi longtemps que nous le pouvons. Et j'ai pour plan de poursuivre bien au delà de mes 80 ans »[réf. nécessaire]. Il déclare aussi : « Quiconque me connaît sait que j'adore les cadeaux, et l'un des plus beaux cadeaux que j'ai jamais reçu, c’est Maharishi qui me l'a donné, quand il m’a donné mon mantra et m'a appris à méditer. »

## Œuvre

### Capacités musicales

#### Aptitudes de batteur

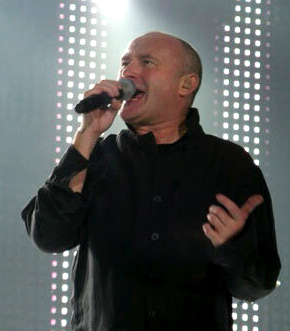
Le batteur Phil Collins considère Ringo Starr comme une de ses inspirations.

Alors que Ringo Starr a été le premier à reconnaître ses limites techniques en tant que batteur des Beatles, son apport à leur musique a toujours reçu les honneurs de beaucoup de ses prestigieux pairs.
Il dit de lui-même : « Chaque fois que j'entends un autre batteur je sais que je ne suis pas très bon. » Et d'ajouter : « Je suis votre batteur au style décalé, avec ses roulements comiques. Ils sont comiques parce que je suis un vrai gaucher jouant sur un kit pour droitier. Je ne peux pas faire de vrais roulements de toms à cause de ça. »
Cependant, George Martin note : « Ringo tapait juste et fort et se servait bien de ses toms. Il avait un feeling fantastique. Il nous a toujours aidés à jouer les chansons sur le bon tempo, nous apportant ce rythme rock solide qui rendait l’enregistrement de toutes les chansons des Beatles si facile. »
Sur son approche du jeu de batterie, Ringo explique encore : « Le batteur est toujours celui qui installe l'ambiance, et je crois que c'était ça ma façon de jouer. Et puis, avec Paul — c'est un étonnant bassiste, il reste à ce jour le bassiste le plus mélodieux qui soit — on essayait de coordonner la basse et la grosse caisse. Du moment qu'elles sont ensemble, on peut jouer tout ce qu'on veut. Je n'ai qu'une règle, c'est de jouer avec le chanteur. Quand il chante, il n'y a pas grand-chose d'autre à faire que de maintenir la cohésion de l'ensemble. Si vous écoutez mon jeu, j'essaye de devenir un instrument, de rendre l'ambiance de la chanson. Par exemple, « Four thousand holes in Blackburn, Lancashire », boum ba boum, j'essaye de montrer ça, l'ambiance poignante. Les figures de batterie en font partie. »
À propos du jeu de Ringo Starr, John Lennon déclare : « C'est un putain de bon batteur. Il a toujours été très bon. Il n'est pas le plus fort techniquement, mais je pense que son jeu est sous-estimé, comme le jeu de basse de Paul. » Ce dernier envoie une carte postale à Ringo, le 31 janvier 1969 (au lendemain du fameux rooftop concert) sur laquelle est écrit : « Tu es le plus grand batteur du monde, vraiment. » Cette carte postale est visible dans le livre de Ringo, From the Boys. En septembre 1980, John Lennon déclare encore : « Ringo était une star de plein droit à Liverpool avant même que nous nous rencontrions. C’était un batteur professionnel qui jouait, se produisait, et avait son Ringo Starr-time dans un des meilleurs groupes de Liverpool, avant même que nous ayons un batteur. Par conséquent, les talents de Ringo auraient fait surface d'une façon ou d'une autre. Je ne sais pas comment il aurait fini, mais quoi qu'il en soit, il a en lui cette étincelle que nous connaissons tous mais sur laquelle nous n'avons jamais mis le doigt, que ce soit jouer la comédie, de la batterie ou chanter, je ne sais pas, mais il y a quelque chose en lui qui lui aurait permis de faire surface avec ou sans les Beatles. J'ajoute que Ringo est un putain de bon batteur ».
En fin de compte, Lennon, McCartney et Harrison ont tous dit que Ringo était « le meilleur batteur de rock du monde ». Finalement, ce dernier joue son seul et unique solo de batterie avec les Beatles sur le dernier morceau du disque qu'ils enregistrent ensemble : The End sur l'album Abbey Road.
Mark Lewisohn, qui a écouté toutes les séances d'enregistrement des Beatles, confirme la compétence, la fiabilité et la cohérence du jeu de Ringo Starr. Il explique qu’il n'y a guère qu'une douzaine de fois, en huit années d’enregistrement et d'innombrables sessions à Abbey Road, où les erreurs provoquant l'arrêt de la bande et l'obligation de recommencer ont été de son fait. L'immense majorité des prises stoppées l'ont été du fait d'erreurs des trois autres membres du groupe. Il explique ainsi que It's Only Love est une des rares chansons pour laquelle une prise a été ratée à cause de la batterie.
Beaucoup de batteurs ont reconnu l'influence que Ringo a eue sur eux : Steve Gorman de The Black Crowes, Dave Grohl de Nirvana, Tré Cool de Green Day, Jen Ledger de Skillet, Orri Páll Dýrason de Sigur Rós, Max Weinberg du E Street Band, Danny Carey de Tool, Liberty DeVitto du Billy Joel's band, Nicko McBrain d'Iron Maiden, Eric Carr de Kiss, Phil Rudd d'AC/DC, l'ancien batteur de Dream Theater Mike Portnoy, Pedro Andreu des Heroes del Silencio et bien d'autres. Le batteur Steve Smith juge son influence de la manière suivante : « Avant Ringo, les stars de la batterie étaient jugés à l'aune de leur virtuosité et de leur capacité à jouer des solos. La popularité de Ringo a mis en avant, pour le public, une nouvelle façon de voir les batteurs. On a commencé à les regarder comme des participants égaux dans le processus créatif d'un groupe. Un des principaux talents de Ringo était qu'il jouait des parties de batterie uniques pour les chansons des Beatles. Ses parties sont à tel point les « signatures » des chansons, que vous pouvez les écouter sans le reste de la musique et quand même identifier la chanson. » Phil Collins, qui a toujours reconnu l'influence que Ringo Starr avait eu sur lui, a déclaré en 1992 : « Il est largement sous-estimé. Son jeu sur A Day in the Life est extrêmement complexe. Prenez un grand batteur d'aujourd'hui et dites-lui « je le veux comme ça ». Il ne saura pas quoi faire. »
Pour le public enfin, Ringo Starr est un des plus grands batteurs de l'histoire du rock. Un classement établi par les lecteurs du magazine Rolling Stone l'a nommé cinquième meilleur batteur de tous les temps. Il a contribué à populariser la marque de batterie Ludwig, jouant sur différents modèles, particulièrement la Oyster Black Pearl, kit de batterie qu'il a rendu célèbre. La caisse claire Supraphonic est également souvent utilisée par le batteur.

#### Composition et chant

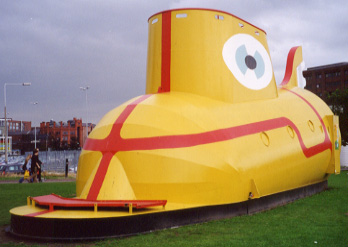
Yellow Submarine, chanson emblématique des Beatles, est portée par la voix de Ringo Starr.

À l'époque de Rory Storm and The Hurricanes, Ringo Starr est déjà un chanteur occasionnel et connaît son moment de gloire sur scène (Ringo Starr Time). Il en est de même avec les Beatles, lorsque le groupe joue dans les clubs de Hambourg et de Liverpool. Il interprète ainsi des reprises de morceaux populaires de l'époque tels que Boys. Sa voix, plus basse, se distingue de celle des trois autres membres du groupe.
Avec les Beatles, Ringo chante généralement une chanson par album, à l'exception de A Hard Day's Night et de Let It Be. Il s'agit parfois de chansons écrites par Lennon et McCartney spécialement pour son registre vocal plus réduit que celui des autres membres du groupe, comme With a Little Help from My Friends et Yellow Submarine. Il lui arrive également d'interpréter des reprises comme Honey Don't ou Act Naturally.
Il compose dès 1964 sa première chanson, Don't Pass Me By, aux tonalités country, mais doit attendre 1968 et l'« Album blanc » pour l'enregistrer. McCartney explique cela dès une interview de 1964 : « Malheureusement, nous n'avons jamais assez de place pour mettre une chanson de Ringo sur un album. Il ne les termine jamais. » Entretemps, en 1965, il cosigne avec Lennon et McCartney What Goes On sur l'album Rubber Soul. Cette chanson, déjà composée par ces derniers en 1963, a en effet été revue pour être interprétée par le batteur. Celui-ci résume ainsi sa contribution : « À peu près cinq mots ». Enfin, la deuxième chanson signée de sa seule main sur un album des Beatles est Octopus's Garden, sur l'album Abbey Road en 1969. Il la compose durant une escapade sur un yacht, après avoir fui l'enregistrement difficile de l'« Album blanc ». Les paroles reflètent ainsi ce désir de se couper du monde pour oublier ses ennuis.
Ringo Starr compose nettement moins de chansons que ses anciens compagnons durant sa carrière solo. Parmi les titres célèbres qu'il a signés seul se trouvent deux de ses singles à grand succès, Back Off Boogaloo et It Don't Come Easy,. Généralement, le batteur compose en duo : parmi ses partenaires de choix, George Harrison avec qui il écrit son hit Photograph. Il a également collaboré avec Vini Poncia à la fin des années 1970, et surtout avec Mark Hudson entre 1998 et 2007. Les albums de Ringo Starr contiennent souvent plusieurs reprises, et il arrive souvent qu'il demande des compositions à ses amis, notamment aux anciens Beatles, par exemple sur son album Ringo.

### Discographie

#### Avec les Beatles
Avec les Beatles, Ringo Starr enregistre douze albums studio sortis entre 1963 et 1970. Sur chaque album, à l'exception de A Hard Day's Night (1964) et Let It Be, le batteur interprète une chanson (deux sur le double album The Beatles, surnommé « Album blanc »). Il tient par ailleurs la batterie sur presque toutes les chansons du groupe à l'exception de The Ballad of John and Yoko, enregistrée par Lennon et McCartney seuls, de Back in the U.S.S.R. et Dear Prudence mises en boîte pendant les vacances improvisées de Ringo, exaspéré par les disputes survenues pendant l'enregistrement de l'« Album blanc ». Dans tous ces cas, c'est Paul qui se tient derrière les fûts.
Ringo peut aussi se montrer décisif par ses idées originales pour les albums, comme durant l'enregistrement de A Day in the Life : 24 mesures vides au milieu du morceau sont à remplir par un orchestre symphonique entier, ce que George Martin refuse dans un premier temps compte tenu des coûts pour un enregistrement si court et unique. « On n'a qu'à engager la moitié d'un orchestre et le faire jouer deux fois ! » lâche-t-il. Ainsi sera fait, la fameuse montée orchestrale étant exécutée par 41 musiciens (au lieu de 90) et rejouée à la fin de la chanson.
Outre celles qu'il interprète sur les albums, Ringo Starr ne chante que deux chansons en single, le célèbre Yellow Submarine et Matchbox, sur le single Matchbox/Slow Down, paru uniquement aux États-Unis en 1964. En effet, en plus des douze albums enregistrés par les Beatles, Ringo tient la batterie sur les 68 singles produits par le groupe durant leur carrière.

#### En solo

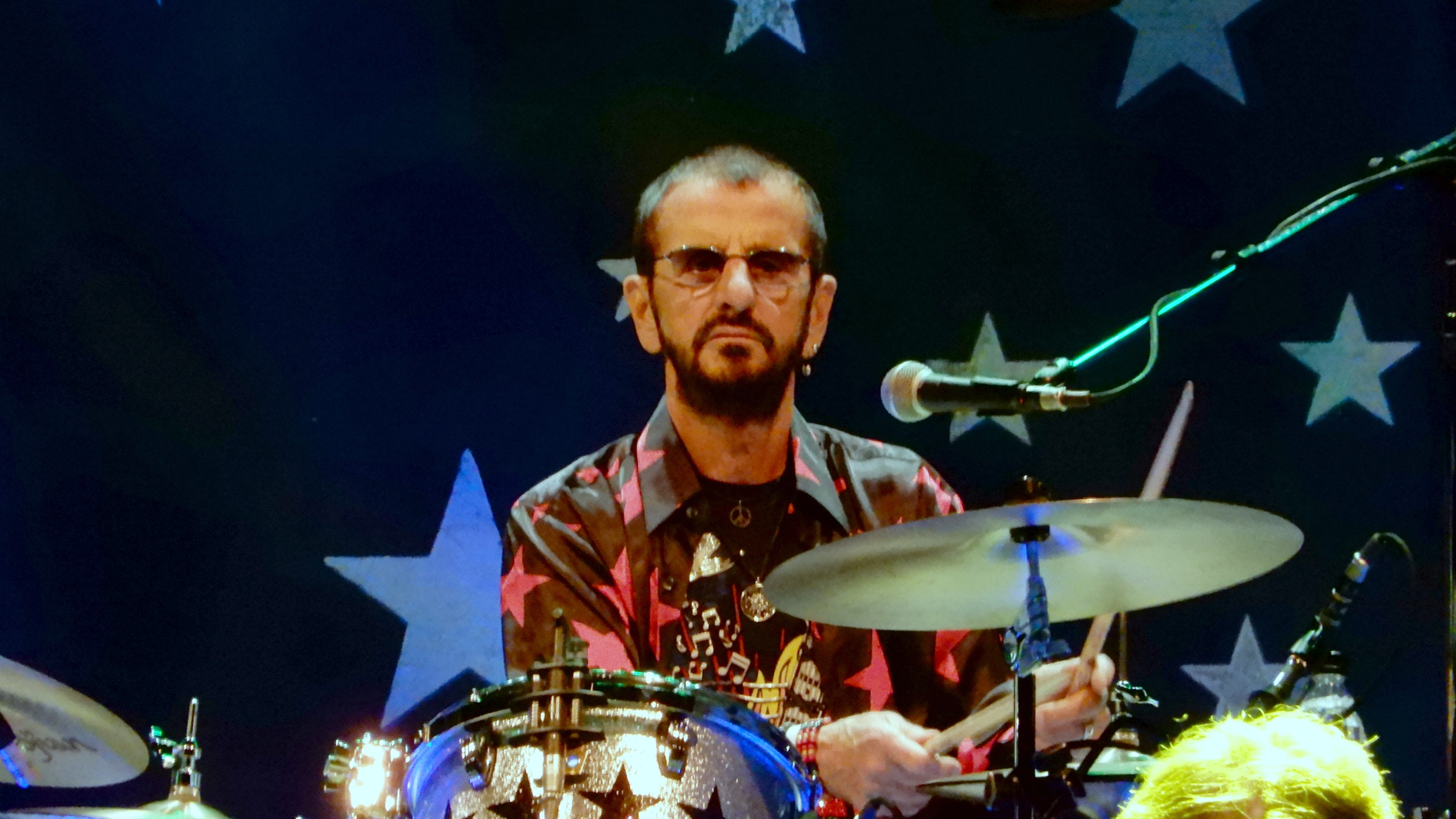
Ringo Starr a publié une dizaine d'albums live avec le All-Starr Band.

Ringo Starr est le premier des Beatles à publier un album solo qui ne soit pas d'avant-garde. Sentimental Journey, qui sort en mars 1970, est en effet un album comprenant des chansons des années 1920 à 1950. L'album connaît un certain succès commercial et arrive dans les charts des deux côtés de l'Atlantique. Son album suivant, Beaucoups of Blues paraît la même année. Hommage à la musique country qu'il affectionne, l'album connaît un succès moindre que son prédécesseur, bien qu'il reste apprécié de la critique. C'est finalement son troisième album Ringo, en 1973, qui marque l'apogée de la carrière du batteur. Celui-ci réussit à y réunir tous les Beatles, bien qu'ils ne soient pas tous présents sur une même chanson. Cet album comprend également certains de ses grands succès : Photograph, You're Sixteen et Six O'Clock.
Par la suite, le succès est de moins en moins au rendez-vous. Si Goodnight Vienna se classe encore en haute position des deux côtés de l'Atlantique, ce n'est plus le cas des albums suivants. Ringo's Rotogravure ouvre en effet une longue période de vide dans la carrière de Ringo Starr. Ringo the 4th et Bad Boy sont en effet de cuisants échecs. En 1981, Stop and Smell the Roses marque un bref retour au succès critique, relatif cependant, et l'album peine à monter dans les classements. L'album suivant, Old Wave, ne suit pas, cependant, d'autant que Ringo Starr se retrouve à court de label de production.
Il faut attendre 1992 pour que le musicien retourne en studio avec Time Takes Time. Au total, sur seize albums studio publiés entre 1970 et 2010, seuls cinq parviennent à entrer dans les charts, dont deux seulement après 1974 : Vertical Man (1998) et Liverpool 8 (2008) qui voit le concours de Dave Stewart pour la production et l'écriture de plusieurs chansons. Toutefois, la collaboration de Ringo Starr avec Mark Hudson (1998 - 2007) marque le début d'un regain d'appréciation aux yeux de la critique, et certains albums tels que Ringo Rama et Choose Love sont bien appréciés même s'ils se vendent peu. Enfin, Y Not en 2010 est couronné par une critique qui apprécie de voir que le batteur des Beatles cherche à innover.
Ringo publie par ailleurs 10 albums live avec le All-Starr Band entre 1990 et 2010, qui n'entrent jamais dans les charts et sont assez froidement accueillis par la critique, ainsi que cinq compilations. Il est également à l'origine d'un album pour enfants, Scouse the Mouse, jamais réédité et devenu collector, et d'un album de Noël, I Wanna Be Santa Claus. Entre 2021 et 2024, il publie cinq EP dont le dernier, Crooked Boy (en), en collaboration avec Linda Perry. En 2023, il sort le beau-livre Beats & Threads qui examine ses différentes batteries en plus de ses différents costumes de scène portés durant sa carrière. Le 10 janvier 2025, il sort un album à saveur country intitulé Look Up, produit par T-Bone Burnett qui a aussi écrit ou co-écrit toutes les chansons sauf You Want Some de Billy Swan et Thankful, chantée en duo avec Alison Krauss, de Starr et Bruce Sugar.

#### Collaborations
- Il est invité a joué de la batterie sur la chanson I Ain't Superstitious de l'album The London Howlin' Wolf Sessions du blues man américain, sorti en 1971. Les chansons Goin' Down Slow et I Want to Have a Word With You, elles aussi enregistrées avec l'ex-Beatle, simplement identifié sur la pochette comme étant Richie[180], n'ont été publiées qu'en 2002 sur la réédition[181].
- Il est invité comme batteur par Stephen Stills sur les chansons To a Flame et We Are Not Helpless, de son album homonyme en 1971, et As I Come of Age, sur Stills en 1975[182].
- Il joue de la batterie sur To Find a Friend de l'album Wildflowers de Tom Petty & The Heartbreakers, paru en 1994. On peut aussi l'entendre en 1996, cette fois avec George Harrison, sur Hung Up and Overdue tirée de la trame sonore (en) du film She's the One toujours des Heartbreakers.
- En 1996, il participe, comme ses deux ex-collègues, à l'album Go Cat Go! de  Carl Perkins. Starr chante, en duo avec le musicien américain, la chanson Honey Don't. On entend George Harrison sur Distance Makes No Difference with Love, Paul McCartney sur My Old Friend et l'album clos avec la version de John Lennon de Blue Suede Shoes tirée de l'album Live Peace in Toronto 1969[183].
- Il participe, avec son fils Zak, à l'enregistrement d'un single caritatif initié par Mark Knopfler, qui sera lancé le 15 mars 2024, au profit du Teenage Cancer Trust (en) et du Teen Cancer America. Cette reprise de l'instrumental de 1983 Going Home: Theme of the Local Hero (en) a été enregistrée en collaboration avec une soixantaine de guitaristes, dont David Gilmour, Eric Clapton et Jeff Beck, avec Sting à la basse et Roger Daltrey à l'harmonica[184].

### Cinéma

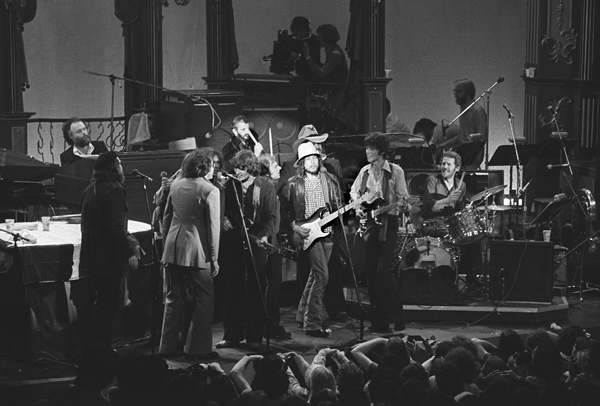
Ringo Starr tenant la batterie dans La Dernière Valse.

Comme les autres Beatles, Ringo Starr fait ses débuts au cinéma en 1964 avec le film A Hard Day's Night. Au sujet du tournage, il explique que c'était « quatre-vingts pour cent de travail et vingt pour cent de fous-rires ». L'expérience se reproduit l'année suivante avec Help!, dans lequel Ringo occupe le rôle central. Il y montre un certain talent pour la comédie. Avec les Beatles, il tourne également Magical Mystery Tour et le documentaire Let It Be, et participe très modestement, tout comme ses trois autres compères, au dessin animé Yellow Submarine.
Ringo n'est pas le premier des Beatles à entamer une carrière dans le cinéma. Dès 1966, John Lennon a en effet tourné dans Comment j'ai gagné la guerre (How I won the war). Cependant, le batteur est celui qui s'implique le plus pour le septième art. En 1968, il joue le rôle d’un jardinier mexicain dans Candy, de Christian Marquand avec notamment Charles Aznavour, Marlon Brando et Richard Burton. Il tient, l'année suivante, la vedette de The Magic Christian aux côtés de son ami Peter Sellers. On y aperçoit aussi des acteurs renommés comme John Cleese, Richard Attenborough. Christopher Lee, Yul Brynner et Raquel Welch. En 1971, il tient le premier rôle de Blindman, le justicier aveugle (Blindman), un western spaghetti. La même année, Ringo joue « Larry the Dwarf » déguisé en Frank Zappa dans 200 Motels de ce dernier. Il se fait également remarquer par son rôle d'un Teddy Boy dans That'll Be the Day de Claude Whatham sorti en 1973, considéré comme sa meilleure performance à l'écran, et pour le rôle principal dans L'Homme des cavernes (Caveman) en 1981. C'est au cours de ce tournage qu'il rencontre sa future épouse, une ex-James Bond girl, Barbara Bach.
Il passe aussi derrière la caméra alors qu'en 1972, il devient réalisateur pour le film Born to Boogie (en), un film-concert mettant en scène Marc Bolan et le groupe T. Rex ainsi que le chanteur et pianiste Elton John. Il joue deux ans plus tard avec son ami Harry Nilsson dans une comédie musicale, Son of Dracula, dont il est également monteur et producteur (pour pas moins de 800 000 $ versés personnellement), mais le film ne connaît que peu de succès. En 1975, il est le pape Pie IX dans le film Lisztomania de Ken Russell, jouant aux côtés de Roger Daltrey, Rick Wakeman et Sara Kestelman. Il apparaît également dans un autre concert filmé, en 1978, La Dernière Valse de Martin Scorsese sur le concert d'adieu du groupe The Band. En 1984, Starr est invité par Paul McCartney pour jouer dans son film Rendez-vous à Broad Street (Give My Regards to Broad Street) avec leurs épouses respectives, Barbara Bach et Linda McCartney. En 2003, il déclare ne plus vouloir faire de cinéma et se concentrer uniquement sur la musique. En 2016 toutefois, il apparaît dans le film parodique Popstar: Never Stop Never Stopping.
En 2027, il fera la voix de Roy l'autruche du groupe The Sweets, parodie des Beatles, avec Paul McCartney comme morse bassiste gaucher,  du film d'animation 3D, High in the Clouds, basé sur le livre d'enfant écrit par ce dernier en 2005.

### Télévision
En 1971, il est le narrateur d'une émission d'animation intitulée The Point!, réalisé par Fred Wolf (en), basée sur l'album  homonyme (en) de Harry Nilsson. En 1978, il joue une version caricaturée de son propre rôle dans le téléfilm Ringo de Jeff Margolis, dans lequel, afin de fuir sa vie de vedette, il se fait remplacer par un sosie, Ognir Rrats, aussi joué par le batteur. Il est également le narrateur d'origine dans la série pour enfants Thomas the Tank Engine and Friends de 1984 à 1986. Il double également son propre personnage dans un épisode des Simpson, Brush with Greatness. En 2011, il fait une brève apparition dans un sketch de James Corden pour le Red Nose Day 2011 (en) avec Paul McCartney. Au fil des années, il participe aussi à quelques publicités télévisées.

## Postérité

### Distinctions et récompenses

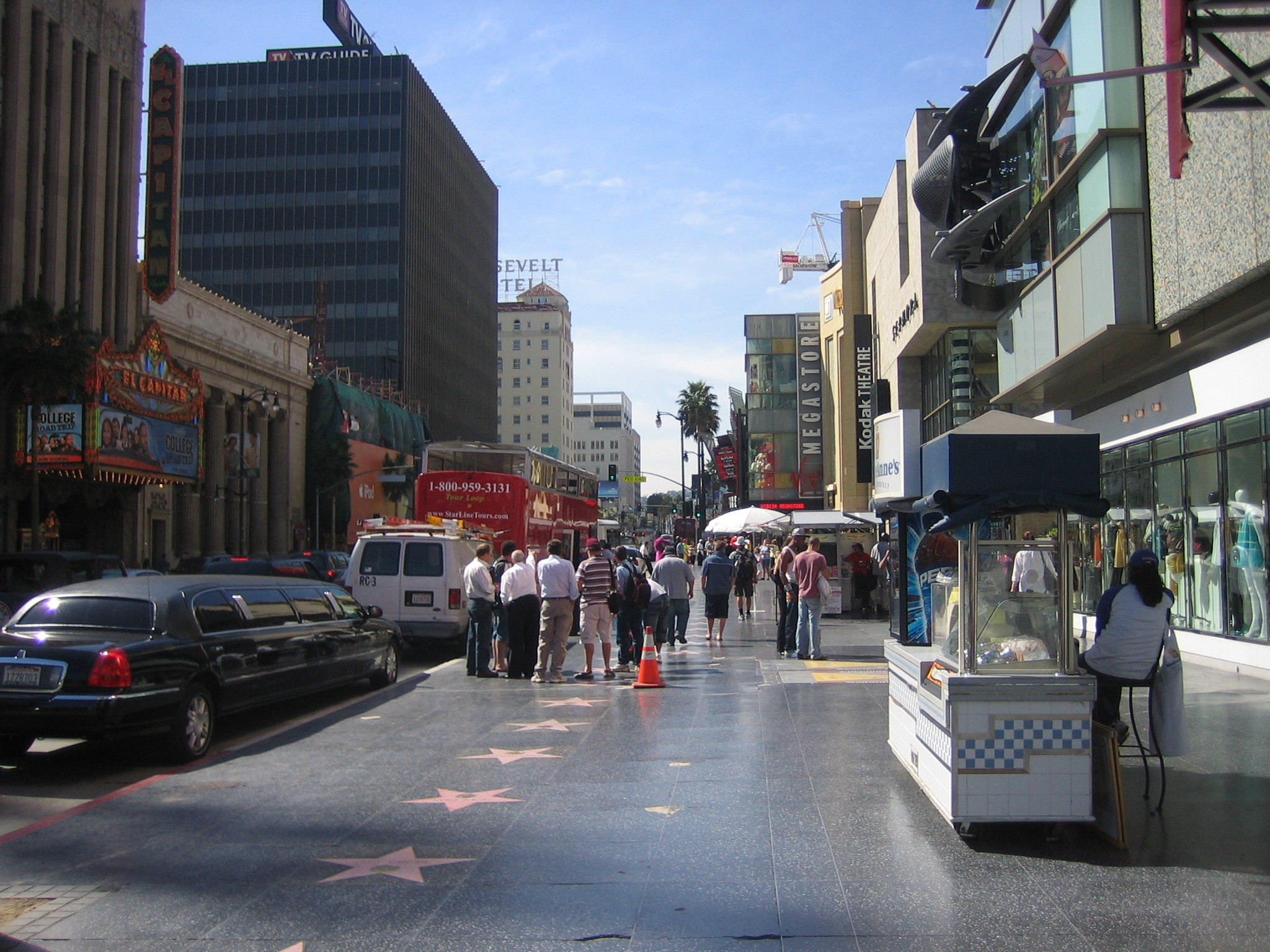
Ringo Starr a son étoile sur le Hollywood Walk of Fame depuis février 2010.

Dès 1965, Ringo Starr, comme les trois autres Beatles, est fait membre de l'ordre de l'Empire britannique. La décision fait cependant scandale au sein des détenteurs de cette récompense. Ceux-ci, jugeant que la distinction est d'abord réservée aux services rendus au pays, vont parfois même jusqu'à renvoyer leurs décorations. Au sein du groupe, il reçoit également un Oscar du cinéma en 1971 pour la musique du film Let It Be, bien qu'aucun des Beatles ne vienne chercher la récompense durant la cérémonie.
En tant que groupe, les Beatles ont été intégrés au Rock and Roll Hall of Fame en 1988. Le 18 avril 2015, il rejoint Lennon, McCartney et Harrison qui y ont également été intégrés pour leurs carrières solo (en 1994, 1999 et 2004). Le 8 février 2010, Starr reçoit de plus son étoile sur le Hollywood Walk of Fame, près du Capitol Records Building rejoignant ainsi Lennon et Harrison et sera suivi par McCartney en 2012.
En 2013, il est élevé au rang de commandeur des Arts et des Lettres par la France.

### Anoblissement en 2018
En décembre 2006, et à la suite de l'anoblissement de Paul McCartney, l'éditorialiste du Times Daniel Finkelstein a fait campagne pour que Ringo Starr accède au même honneur. Soutenue par le Sun et le National Post, la pétition de Finkelstein à destination du Premier ministre réunissait à son terme, le 13 février 2007, 1 887 signatures. Aucune suite n'y a cependant été donnée,,.
De son côté, le principal intéressé se montre assez peu enclin à cet honneur. Il a en effet déclaré à l'encontre de la famille royale britannique : « Je pense que cela devrait se terminer avec la reine. Je pense qu'on peut garder tout le folklore historique sans... eux. Je pense qu'ils auraient dû construire un hôpital au nom de la Reine Mère, mais ils ne l'ont pas fait, ils ont juste décidé de ne pas payer d'impôts et de garder leur argent. » Dans une autre interview, il s'explique au sujet de l'anoblissement :

« Journaliste : À la fin de la chanson Elizabeth Reigns — qui est un portrait de la reine et de son entourage — vous dites : « Et voilà mon anoblissement qui s'en va ».
Starr : Voilà mon anoblissement qui s'en va — oui, je pense qu'il s'en est allé, vraiment et pour de bon...
Interviewer : Est-ce que ça vous dérange ?
Starr : Non, je ne veux pas devenir Sir. Je veux être duc ou prince. S'ils viennent me proposer ça, j'y penserai. »

Finalement, 21 ans après Paul McCartney, la reine Élisabeth II anoblit le batteur au rang de chevalier dans sa traditionnelle liste de distinctions royales du Nouvel An 2018; le 20 mars, il reçoit donc, des mains du prince William, le titre « Sir » Richard Starkey, pour son service envers la musique et ses œuvres de charité.

### Enchères
Les 4 et 5 décembre 2015, Ringo Starr et son épouse Barbara Bach vendent aux enchères, au profit de leurs œuvres de charité, près de 1 400 objets. Pièces maîtresses, la batterie « Ludwig Oyster Black Pearl » datant de 1963 a été achetée par Jim Irsay, le propriétaire des Colts d'Indianapolis, pour la somme de 2 110 000 $US, une guitare Rickenbacker de 1964 offerte à son batteur par John Lennon en 1968 a trouvé preneur pour 910 000 $US et la copie numérotée 0000001 de l'« Album blanc » a été adjugée à 790 000 $US. L'encan, organisé par la firme Julien's Auctions, a atteint des ventes de 9,2 millions de dollars (6,1 millions £).

### Hommages
Chaque membre des Beatles a eu droit à un planétoïde à son nom. (4150) Starr, découvert par Brian A. Skiff, lui est ainsi dédié.
Dans son album Et si c'était moi (2003), La Grande Sophie lui dédie une chanson, Ringo Starr.